# Chrysocorythus
Chrysocorythus är ett fågelsläkte i familjen finkar inom ordningen tättingar. Släktet omfattar endast två arter med utbredning i Sydostasien:
- Bergsiska (C. estherae)
- Mindanaosiska (C. mindanensis)

De placerades tidigare i släktet Serinus, men genetiska studier visar att de snarare är närmare släkt med Carduelis, dock tillräckligt avlägset för att placeras i ett eget släkte. Mindanaosiska kategoriserades tidigare som underart till bergsiskan, men urskiljs vanligen som egen art.